# Chrysonotomyia piperigena
Chrysonotomyia piperigena är en stekelart som beskrevs av Christer Hansson 2004. Chrysonotomyia piperigena ingår i släktet Chrysonotomyia och familjen finglanssteklar.
Artens utbredningsområde är Costa Rica. Inga underarter finns listade i Catalogue of Life.